# Municipio de Burnside (Míchigan)
El municipio de Burnside (en inglés: Burnside Township) es un municipio ubicado en el condado de Lapeer en el estado estadounidense de Míchigan. En el año 2010 tenía una población de 1864 habitantes y una densidad poblacional de 13,31 personas por km².

## Geografía
El municipio de Burnside se encuentra ubicado en las coordenadas 43°13′11″N 83°3′45″O / 43.21972, -83.06250. Según la Oficina del Censo de los Estados Unidos, el municipio tiene una superficie total de 140.06 km², de la cual 138,22 km² corresponden a tierra firme y (1,31 %) 1,83 km² es agua.

## Demografía
Según el censo de 2010, había 1864 personas residiendo en el municipio de Burnside. La densidad de población era de 13,31 hab./km². De los 1864 habitantes, el municipio de Burnside estaba compuesto por el 96,3 % blancos, el 0,38 % eran afroamericanos, el 0,64 % eran amerindios, el 0,21 % eran asiáticos, el 0,75 % eran de otras razas y el 1,72 % eran de una mezcla de razas. Del total de la población el 3,97 % eran hispanos o latinos de cualquier raza.